# Jean Lesquibe
Jean Lesquibe, né le 17 janvier 1910 à Anglet et mort le 22 juillet 1995  dans la même ville, était un maître verrier et mosaïste français.

## Réalisations

### Vitraux d'églises
- En 1935, une mosaïque de grande taille, dédiée aux « Rois Mages ». à l'église Saint-Léon d'Anglet.
- Vitraux du baptistère de l'église Notre-Dame-des-Pauvres d'Issy-les-Moulineaux[3],[4].
- Église Saint-Victor de Bordeaux.
- Église Saint-Jean-Baptiste, Hasparren.
- Église Saint-Vincent-Diacre de Saint-Vincent-de-Tyrosse.
- Églises Saint-Léon, Sainte-Bernadette et Saint-Joseph d'Anglet, et chapelle des Bernardines.
- Église Saint-Amand de Bascons.
- Chapelle de l'hôpital Layné de Mont-de-Marsan.

### Autres réalisations
- Vitraux de l’hôtel de ville d'Anglet[5].

## Hommages
Depuis 2010, un rond-point à Anglet honore sa mémoire.